# Pietro Bucalossi
Pietro Enrico Alfredo Bucalossi (San Miniato, 9 agosto 1905 – Milano, 15 marzo 1992) è stato un oncologo e politico italiano.
È stato sindaco di Milano dal 17 febbraio 1964 al 16 novembre 1967, ministro della ricerca scientifica dall'8 luglio 1973 al 2 marzo 1974 nel quarto governo Rumor e ministro dei lavori pubblici dal 23 novembre 1974 al 12 febbraio 1976 nel quarto governo Moro.

## Biografia

### Origini e formazione

Bucalossi da giovane

Laureato a 22 anni con lode in medicina e chirurgia all'Università di Pisa e assistente alla clinica chirurgica della stessa università e in seguito alla clinica Chirurgica di Firenze, fu costretto per motivi politici ad abbandonare tale sede. Nel 1934, avendo vinto il concorso di aiuto presso l'allora Istituto Vittorio Emanuele III per lo studio e la cura del cancro si trasferì a Milano. L'Istituto era allora diretto dal Prof. Gaetano Fichera che nel 1930 aveva lasciato la Direzione della Cattedra di Chirurgia dell'università di Pavia per potersi dedicare completamente alla cura dei pazienti oncologici .Per le sue capacità Bucalossi divenne presto l'allievo prediletto di Fichera e divenne primario di un reparto chirurgico. Alla morte di Fichera nel 1936 fu nominato Direttore dell'INT Pietro Rondoni, patologo di fama mondiale, Direttore dell'Istituto di Patologia Generale dell'università di Milano, e Bucalossi fu nominato Direttore della Divisione di Chirurgia e col tempo divenne oncologo di fama internazionale. Nel novembre del 1956, alla morte di Rondoni, Bucalossi fu nominato Direttore generale dell'INT, carica che mantenne sino al pensionamento nel 1974, divenendone in seguito Presidente fino al 1980. Dal 1948 al 1966 fu inoltre presidente della sezione milanese della Lega Italiana per la Lotta ai Tumori.

### Attività medica
Fu uno dei fondatori, nel 1956, del Giornale Internazionale di Chirurgia Toracica e nel 1970 venne nominato presidente della commissione incaricata della valutazione del cosiddetto siero Bonifacio.
Attento a tutto ciò che poteva migliorare la terapia del paziente affetto da tumore, agli inizi degli anni '60 si recò negli USA per informarsi sulle nuove terapie farmacologiche. Presso lo Sloan Kettering Cancer Center conobbe Gianni Bonadonna, ricercatore presso quel centro, e lo convinse a rientrare in Italia e dedicarsi presso l'INT alla terapia farmacologica dei tumori.
Tra i suoi allievi, che diventeranno figure di spicco internazionali nel campo dell'oncologia, Leandro Gennari, Gianni Ravasi, Vinicio Catania e Umberto Veronesi, entrato nell'INT come tirocinante e divenuto il suo allievo prediletto nonché successore nella direzione dell'INT.
Nel 1965 inaugurò il nuovo istituto, in via Venezian, da lui fortemente voluto. Oltre al reparto di chemioterapia, durante la sua direzione vennero aperti i reparti di pediatria e chirurgia plastica, oltre al centro per la terapia del dolore e quello per la riabilitazione. Nello stesso anno fu tra i fondatori dell'AIRC con Veronesi, Della Porta e altri.
Pur dotato di un carattere forte e talora irascibile, viene ricordato però per la sua grande umanità nei confronti dei pazienti, per i quali auspicava un approccio basato non soltanto sulla terapia fisica, ma anche sull'uso di tutti i comportamenti che potessero portare ad un miglioramento della situazione psicologica del malato. In questa ottica, favorì la nascita dell’Associazione Italiana Stomizzati (A.I.STOM.) col Prof. Marcellino Pietroiusti (ex Dirigente del Ministero della Salute, ex Direttore Sanitario dell'Istituto Nazionale Tumori di Milano e Segretario Generale A.I.STOM.) e dell'Associazione Attive come prima, creata da Ada Burrone. Rilevante la sua produzione di testi scientifici, soprattutto insieme a Umberto Veronesi, fra i quali il trattato di "Oncologia Clinica".

### Carriera politica

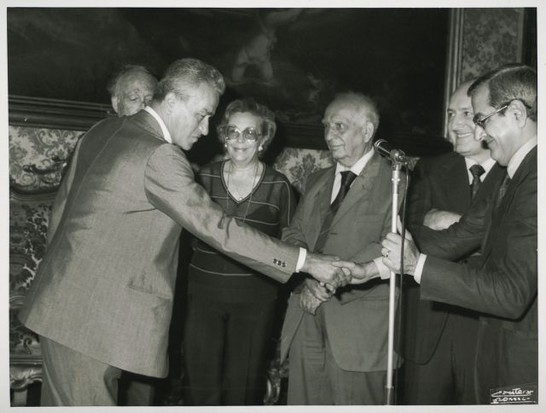
Bucalossi con Oscar Luigi Scalfaro e Pietro Ingrao

Alle elezioni amministrative del 1951 viene eletto consigliere comunale di Milano, due anni dopo viene eletto deputato al Parlamento dal 1953 con il PSDI per tre legislature consecutive. Il 17 febbraio 1964 si dimise da deputato perché eletto sindaco di Milano, venendo sostituito da un altro sindaco della città meneghina, Virgilio Ferrari. La carica gli venne riconfermata dopo le elezioni del novembre dello stesso anno.
La sua attività come sindaco è ricordata soprattutto per il particolare rigore economico, che portò dopo molti anni il bilancio comunale in pareggio, a costo tuttavia di contrasti anche all'interno del suo partito, a causa dei drastici tagli alle spese di rappresentanza ed alla sua contrarietà alla creazione dei cosiddetti parlamentini, da lui visti come un'inutile proliferazione di cariche e, conseguentemente, di spese. Non va comunque dimenticato che, durante il suo mandato, vennero inaugurate a Milano importanti infrastrutture, fra cui spicca la linea 1 della metropolitana.
Durante il mandato di sindaco volle ricordare con una targa, posta all'ingresso del carcere di San Vittore, i numerosi cittadini che dopo l'8 settembre 1943 furono imprigionati, torturati e uccisi dai nazi-fascisti. L'unificazione del PSDI con il Partito Socialista Italiano, a cui era contrario, pose fine alla sua esperienza come sindaco il 17 dicembre 1967, quando si dimise.
Passato nelle file del Partito Repubblicano Italiano, ritrovò il mandato parlamentare nel 1968, venendo riconfermato nelle due legislature successive. Presidente di diverse commissioni, e vicepresidente della Camera dei deputati, è stato anche Ministro per la Ricerca Scientifica nel Governo Rumor IV e Ministro dei lavori pubblici nel Governo Moro IV.

### Gli ultimi anni e la morte
Ancora una volta però la sua mentalità, spesso lontana dalle alchimie politiche, lo portò a forti contrasti con la dirigenza del suo partito; il culmine si ebbe nel 1977 quando, appellandosi alla propria coscienza, si espresse e votò contro la legge 22 maggio 1978, n. 194. Lasciato per questi contrasti il PRI, si presentò senza successo con il Partito Liberale Italiano alle elezioni del 1979 ed alle elezioni amministrative di Milano nel 1980 con una lista civica (che, tra i candidati, annoverava anche Umberto Bossi), ritirandosi quindi dalla vita pubblica. A chi gli rimproverava questi cambiamenti rispose: "sono gli altri che cambiano idea. Io resto al mio posto". Di lui Piero Ottone scrisse "... non ci vuole molto a capire che la politica lui non la gusta: la soffre."
La figura di Pietro Bucalossi è adombrata da Eugenio Montale nella poesia Nel cortile, appartenente alla raccolta Diario del 71 e del 72, quando parla del grande Oncologo che era stato accolto in parlamento. Montale e Bucalossi abitavano infatti nel medesimo palazzo in via Bigli 15 a Milano.
Morì il 15 marzo 1992 all'età di 86 anni; il 17 marzo fu allestita la camera ardente a Palazzo Marino e i funerali si svolsero il 18 marzo presso una chiesa di San Miniato, sua città natale.

## Le idee e l'attività politica
Già durante l'università fece parte di un movimento antifascista che si ispirava a Gaetano Salvemini. Fu sostenitore del socialismo liberale, teorizzato nella seconda metà del XIX secolo da Stuart Mill e Proudon (che ispirò i fondatori del Partito d'Azione ) e questa concezione politica rimarrà fondamentale della sua linea ideologica, insieme a un fermo rifiuto del marxismo e del comunismo. Membro del Partito d'Azione, prese parte al secondo conflitto mondiale col grado di capitano medico fino al giugno 1943. Durante la resistenza fece parte del Comitato di Liberazione Nazionale Alta Italia e del Corpo volontari della libertà (CVL). Il 26 luglio 1943 firmò con Antonio Banfi, Federico Brambilla e altri il manifesto che chiedeva l'immediata abolizione delle leggi razziali.
L'arresto di Mario Damiani, portò alla scoperta delle liste di un gruppo di componenti del CLNAI nel mirino del regime, fra cui Parri, Bucalossi, Monti, Amisano e altri, per cui dovette passare alla clandestinità, assumendo il nome di copertura di Guido. Dopo il suo arresto Parri, comandante del CLNAI, riuscì, grazie al doppiogiochista Luca Osteria, a stabilire contatti con il CLNAI e " ...la corrispondenza fatta uscire dal carcere fu recapitata giornalmente al prof. Bucalossi, a Sogno e al dott. Stefano Porta". Nei convulsi giorni della caduta del fascismo il 30 aprile 1945 durante l'autopsia di Mussolini (che controfirmò) Pietro Bucalossi, si presentò come "generale Guido" del CLN ed impedì l'autopsia di Claretta Petacci. Tale ricostruzione fu da lui sempre smentita cosa che rende più credibile quella di Urano Lazzaro il partigiano che arrestò personalmente Mussolini a Dongo, che al momento dell'autopsia si sia presentato come il Generale Medico del CVL Guido (nome assunto durante il periodo di clandestinità da Bucalossi) Aldo Lampredi (vice di Longo) che pure usava il nome di copertura di Guido.
Alle elezioni del 1946, da segretario cittadino del partito d'Azione, propose e ottenne che nessun azionista si presentasse nelle liste per la circoscrizione di Milano per lasciare campo libero a Parri, a cui gli Azionisti si sentivano ancora fortemente legati, nonostante quest'ultimo avesse lasciato il Partito d'Azione per costituire il Partito di Concentrazione Democratica Repubblicana. Scioltosi il Partito d'Azione passò nel 1948 al PSDI. Durante il quarto governo Moro, fu l'ispiratore della riforma Bucalossi di cui alla legge 28 gennaio 1977 n. 10, sull'edificazione dei suoli e che introdusse l'istituto della concessione edilizia.

## Riconoscimenti
Nel 2012, a venti anni dalla morte, l'amministrazione comunale di San Miniato gli ha intitolato i giardini pubblici della città.
Il 6 luglio 2021 anche la città di Milano gli ha dedicato un giardino pubblico.